# Rubroporus
Rubroporus is een klein geslacht van neotropische schimmels behorend tot de familie Polyporaceae. De typesoort, Rubroporus carneoporis, wordt gevonden in Brazilië, waar het witrot veroorzaakt op Alchornea triplinervia. Rubroporus aurantiaca, gevonden in Belize, werd in 2007 aan het geslacht toegevoegd.

## Soorten
Volgens Index Fungorum telt het geslacht twee soorten (peildatum maart 2023):
| Soortnaam              | Auteur(s)                      | Publicatiejaar |
| ---------------------- | ------------------------------ | -------------- |
| Rubroporus aurantiaca  | Ryvarden                       | 2007           |
| Rubroporus carneoporis | Log.-Leite, Ryvarden & Groposo | 2002           |